# 双岘镇
双岘乡，是中华人民共和国甘肃省平凉市静宁县下辖的一个乡镇级行政单位。

## 行政区划
双岘乡下辖以下地区：
中湾村、团庄村、王岔村、长岔村、姚湾村、页沟村、双岘村、李咀村、胡河村、凡梁村、上海村和尤家村。